# Omaliinae
Omaliinae (лат.) — подсемейство жуков-стафилинид. Встречаются повсеместно, но главным образом, в Голарктике.

## Описание
Мелкие коротконадкрылые жуки, длина тела от 1,5 до 6 мм, тело несколько более широкое, чем у большинства сталинид (Staphylinidae), с более длинными надкрыльями (у некоторых даже доходят до конца брюшка), голова с широкой шеей, лапки 5-члениковые. У большинства представителей пара оцеллий в основании головы.

## Биология
Пищевые привычки разнообразны, хотя многие виды хищные, как личинки, так и взрослые. Обитают в опавших листьях, экскрементах, падали, мхах и у воды, на цветах, под корой поваленных деревьев, в разлагающихся плодах и цветах (возможно сапрофаги). Несколько видов живут в пещерах и в гнездах мелких млекопитающих и птиц.

## Палеонтология
В ископаемом состоянии известно с середины юрского периода. В мезозое было найдено восемь родов, относящихся к Omaliinae.

## Систематика
124 рода и около 1400 видов. Согласно Лоуренсу и Ньютону (Lawrence, Newton, 1995), входит в состав Omaliine-группы семейства Staphylinidae: Glypholomatinae, Microsilphinae, Omaliinae, Empelinae, Proteininae, Micropeplinae, Neophoninae, Dasycerinae, Protopselaphinae, Pselaphinae, Scydmaeninae.
В 2020 году в результате молекулярно-филогенетических исследований митохондриальных геномов не выявлена монофилия Omaliinae. По этим данным подсемейство Empelinae должно быть включено в состав Omaliinae (исключая Corneolabiini), в то время как анализ обнаружил все три предполагаемых подсемейства в группе (Empelinae, Glypholomatinae и Microsilphinae), сгруппированными внутри Omaliinae. В пределах Omaliinae трибы Coryphiini и Eusphalerini были поддержаны как монофилетические, тогда как Anthophagini и Omaliini показаны как немонофилетические.
- Триба Anthophagini Thomson, 1859 (= Brathininae LeConte, 1861)
  - Рода: Acidota — Altaiodromicus — Amphichroum — Anthobioides — Anthobium — Anthophagus — Arpedium — Artochia — Brathinus — Camioleum — Cylletron — Deinopteroloma — Deliphrum — Deliphrosoma — Emodensia — Eucnecosum — Geodromicus — Hygrodromicus — Hygrogeus — Lesteva — Liophilydrodes — Mannerheimia — Microedus — Olophrum — Omalorphanus — Orobanus — Orochares — Paramannerheimia — Paratrichodromeus — Pelecomalium — Philhydrodema — Philorinum — Philydrodes — Phlaeopterus — Phyllodrepoidea — Porrhodites — Psephidonus — Tanyrhinus — Trichodromeus — Trigonodemus — Uenohadesina — Unamis — Vellica — Xenicopoda
- Триба Aphaenostemmini
  - Рода: Aphaenostemmus — Giulianium
- Триба Corneolabiini
  - Рода: Corneolabium — Metacorneolabium — Paracorneolabium
- Триба Coryphiini
  - Подтриба Boreaphilina
    - Рода: Altaioniphetodes — Boreaphilus — Caloboreaphilus — Gnathoryphium — Hypsonothrus — Niphetodops

  - Подтриба Coryphiina
    - Рода: Coryphiocnemus — Coryphiodes — Coryphiomorphus — Coryphiopsis — Coryphium — Ephelinus — Eudectus — Haida — Holoboreaphilus — Murathus — Niphetodes — Occiephelinus — Ophthalmoniphetodes — Pareudectus — Planeboreaphilus — Platycoryphium — Pseudohaida — Subhaida

  - Incertae Sedis
- Триба Eusphalerini
  - Род: Eusphalerum
- Триба Hadrognathini
  - Рода: Brachygnathellus — Hadrognathus
- Триба Omaliini[7][8][9][10][11][12]
  - Рода: Acrolocha — Acrulia — Allodrepa — Antarctotachinus — Anthobiomimus — Austrolophrum — Brouniellum — Carcinocephalus — Crymus — Dialycera — Dropephylla — Hapalaraea — Hypopycna — Ischnoderus — Leaskia — Macralymma — Metaxylostiba — Micralymma — Nesomalium — Nipponophloeostiba — Noumalia — Omaliomimus — Omaliopsis — Omalium — Omalonomus — Palpomalium — Paraphloeostiba — Phloeonomus — Phloeostiba — Phyllodrepa — Prosopaspis — Pseudodialycera — Pycnoglypta — Selonomus — Stenomalium — Tetradelus — Ulommia — Xanthonomus — Xenanthobium — Xylodromus — Xylostiba — Zeolymma
  - Sinacrulia: S. forteripunctata (КНР)[13], S. monticola (Непал) и S. schillhammeri (Мьянма)[14]
- Incertae Sedis
  - Рода: Anicula — Archodromus — Daiodromus — Eophyllodrepa — Globoides — Megalymma — Mesodeliphrum — Morsum — Porrhodromus — Prodaia — Protostaphylinus — Pseudolesteua